# Sūrya

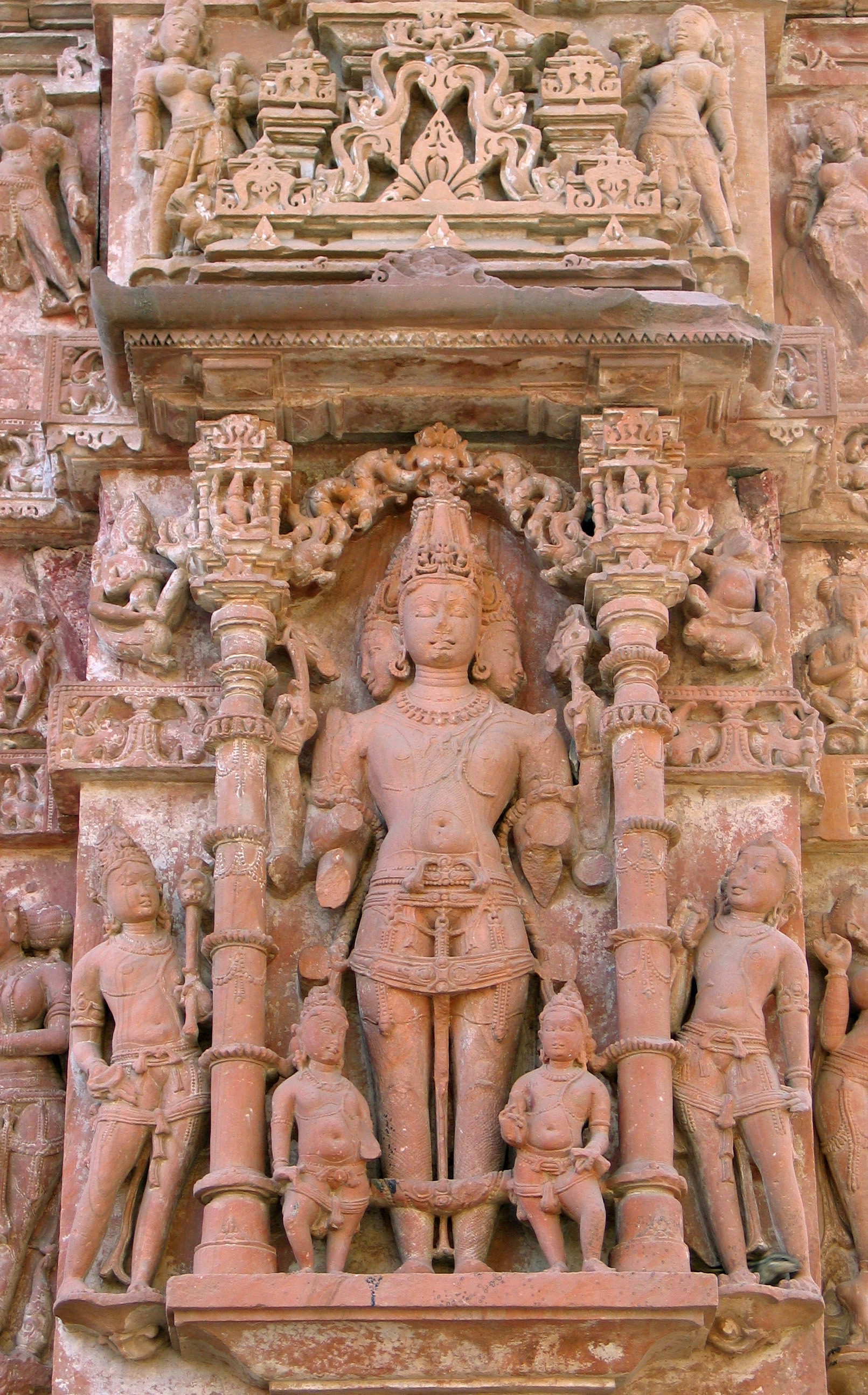
Scultura di Surya, il dio del Sole

Sūrya (Devanagari: सूर्य, "la luce suprema") è una divinità induista che rappresenta, anche etimologicamente, la versione indiana dell'Elio greco-romano, cioè il Sole.
È conosciuto con molti nomi, tra cui Aditya, Arka, Bhanu, Savitr, Pushan, Ravi, Martanda, Mitra, Bhaskara, Prabhakara, Kathiravan, e Vivasvat. Nell'astrologia indiana, è uno dei Navagraha, le divinità dedicate ai principali corpi celesti.

## Iconografia
Di solito è effigiato con un solo capo, talora con tre, in rapporto alle principali stazioni solari annuali e giornaliere. Veniva escluso il "Quarto Passo", che secondo le antiche credenze (teoria della terra piatta) avveniva agli Inferi (dal tramonto all'alba, oppure fra l'autunno e la primavera). Guida un carro trainato da cavalli, di solito sette, che rappresentano i sette colori della luce visibile e i giorni della settimana.

## Culto
Sūrya è una delle divinità principali dell'induismo, ed è presente anche nelle tradizioni buddista e giainista. Nella Smārta, è considerato colui che realizza il Brahman, la verità eterna. Adorato fin dal periodo vedico, nei tempi mitologici era considerato la divinità suprema, ed è citato come padre spirituale di Rama e Karna, rispettivamente nel Ramayana e nel Mahabharata. A partire dall'epoca medioevale tuttavia la sua importanza diminuì, furono costruiti meno templi a lui dedicati, e per certi versi ha avuto la tendenza a fondersi con altre divinità come Visnù o Shiva, o visto come sussidiario a esse.

## Genealogia
Sūrya è indicato come figlio del saggio Kaśyapa e della dea madre Aditī, da cui l'appelativo "Āditya" (figlio di Aditī). Ha due mogli, Saranyū, figlia del dio artigiano Viśvakarmā (o Tvaṣṭṛ), e Chhaya, nata dall'ombra di Saranyū. È considerato il progenitore dell'umanità, in quanto padre di Vaivasvata Manu, il primo uomo nel corrente Manvantara (era cosmica). Altri figli di Sūrya sono gli dèi Yama, Yamuna, Revanta e i due gemelli Ashvin, avuti da Saranyū, e Shani, Tapati e Vishti, avuti da Chhaya. Anche Savarni Manu, il primo uomo nel prossimo Manvantara, è detto essere figlio di Sūrya e Chhaya.